# Refuge faunique national Sabine
Pour les articles homonymes, voir Sabine.
Le refuge faunique national Sabine est un National Wildlife Refuge des États-Unis situé dans la paroisse de Cameron dans le sud-ouest de la Louisiane. La limite ouest du refuge Sabine est le lac Sabine, l'entrée de Port Arthur (Texas), tandis que la pointe de l'extrémité est atteint le lac Calcasieu.

## Complexe de refuge faunique national du sud-ouest de la Louisiane
Le Southwest Louisiana National Wildlife Refuge Complex a été formé en combinant administrativement le East Cove National Wildlife Refuge, le Lacassine National Wildlife Refuge, le Cameron Prairie National Wildlife Refuge, le Shell Keys National Wildlife Refuge et Sabine en 2004 .

## Faune et habitat
Fondé en 1937, Sabine est un refuge de 504 km², le plus grand refuge de marais côtier sur la côte du Golfe des États-Unis. Il abrite plus de 200 espèces d'oiseaux, dont des canards, des grandes aigrettes, des oies, des cormorans néotropes, des rapaces, des aigrettes neigeuses, des échassiers et des oiseaux de rivage. Il y a aussi un très grand contingent d'alligators américains, ainsi que des crabes bleus, des visons d'Amérique, des rats musqués, des ragondins, des loutres de rivière nord-américaines, des lapins, des crevettes et des tortues.
La passerelle des zones humides est un sentier d'interprétation de 2,4 km de long en béton, dont une partie est une promenade en planches. Il comprend une tour d'observation et quinze stations de connaissances pour éduquer le public sur les marais de la côte du Golfe. Un deuxième sentier naturel, le Blue Goose Trail est un aller-retour de 1,6 km avec un belvédère.
L'exploration pétrolière est autorisée sur le refuge. Un déversement de pétrole s'est produit sur l'un des sites de puits de Sabine au cours de l'hiver 2002-2003. La majeure partie du déversement a été nettoyée en brûlant le pétrole.

## Dommages causés par l'ouragan

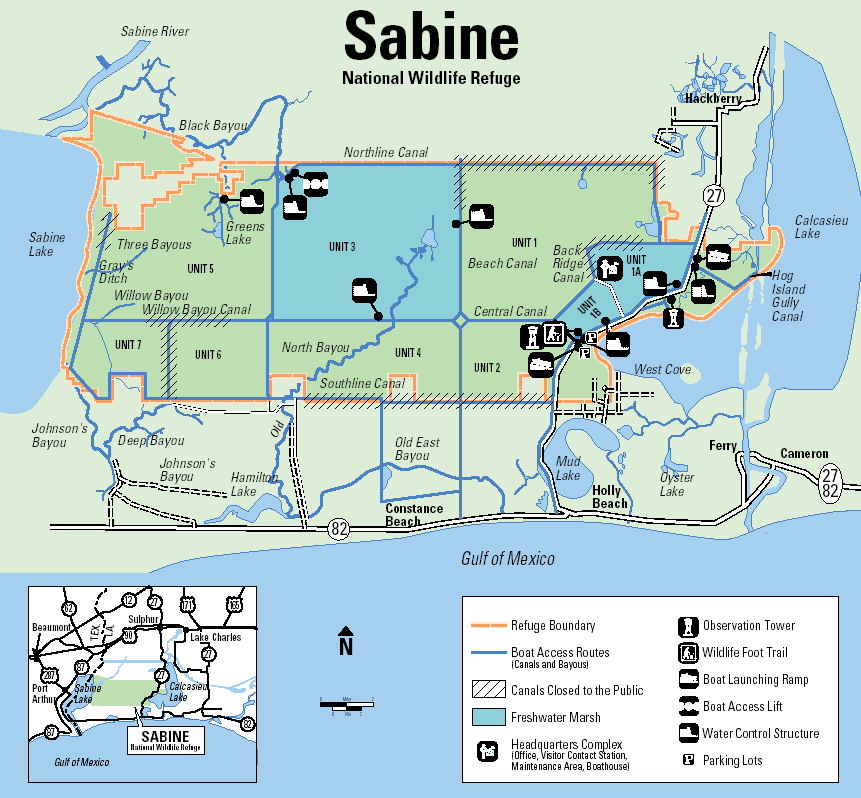
Carte Sabine NWR (US Fish & Wildlife Service ; cliquez pour une vue plus grande).

Sabine National Wildlife Refuge était sur la trajectoire directe de l'ouragan Rita le 24 septembre 2005. Tous les immeubles de bureaux, le centre d'accueil et les ateliers d'entretien ont été endommagés de façon irréparable et ont été enlevés. Il reste trois structures restantes dans la zone du quartier général du refuge qui ont été réparées. Les aires de loisirs le long de l'autoroute 27 ont subi divers dommages aux ponts, aux jetées, aux tours d'observation, aux promenades, aux toilettes, aux clôtures et aux stationnements. Certaines de ces installations nécessitent encore des réparations et le personnel du refuge travaille avec des partenaires étatiques et locaux, des entrepreneurs et d'autres agences fédérales pour terminer les travaux.

## Statistiques
- Lieu: 29°54′N 93°32′W / 29.900°N 93.533°W
- Altitude : 3 m en moyenne
- Région:
  - Eau : 161 km²

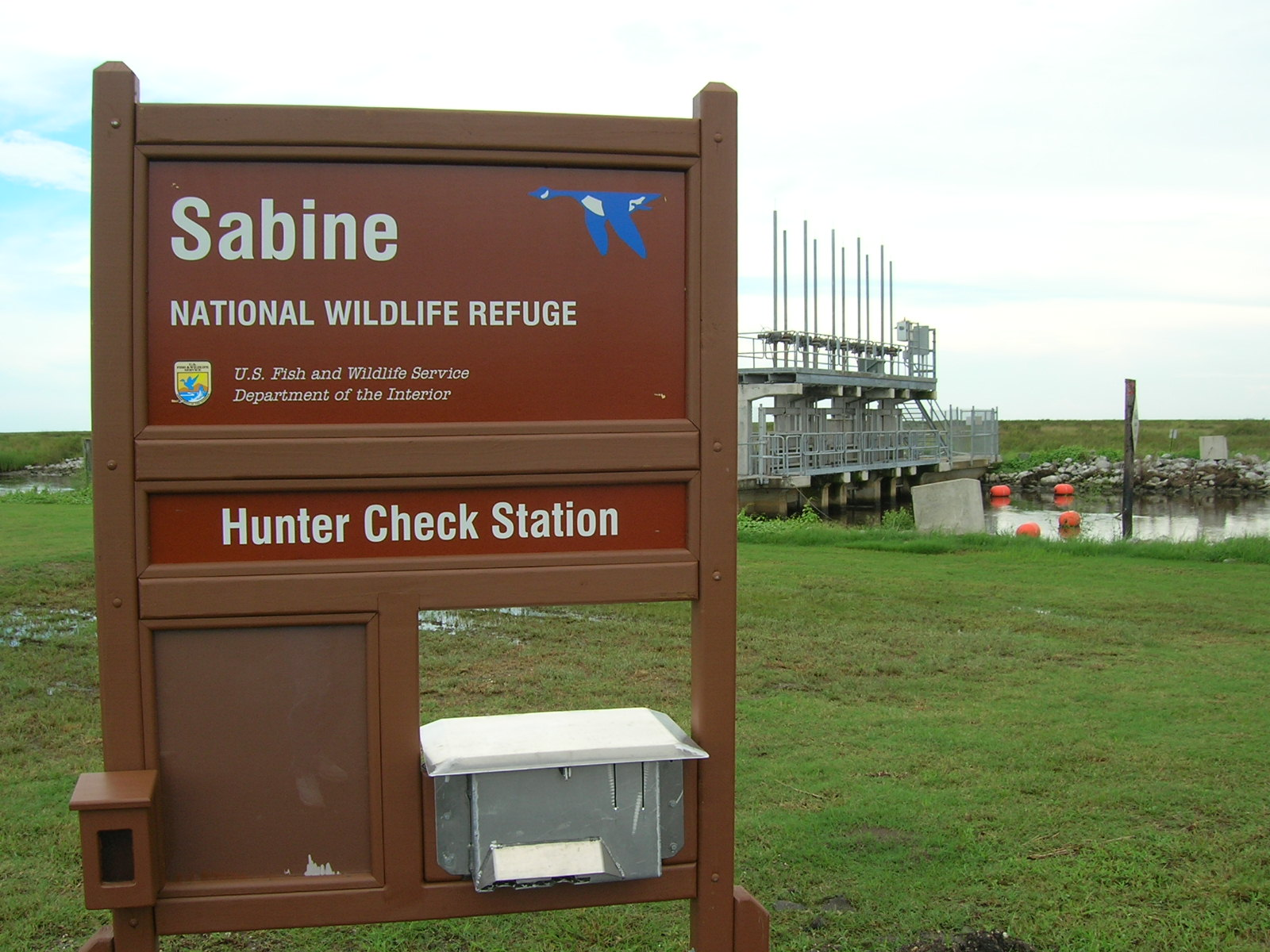
Sabine National Wildlife Refuge - Station de contrôle des chasseurs

  - Prairies/herbacées/marais : 343 km 2
- Visiteurs annuels : 300 000 (environ)